# Sotzeling
Sotzeling (deutsch früher auch Zotzeling) ist eine französische Gemeinde mit 25 Einwohnern (Stand 1. Januar 2022) im Département Moselle in der Region Grand Est (bis 2015 Lothringen). Sie gehört zum Arrondissement Sarrebourg-Château-Salins.

## Geographie
Sotzeling liegt in Lothringen, 56 Kilometer südöstlich von Metz und zehn Kilometer nordöstlich von Château-Salins im Saulnois (Salzgau) in einem Seitental des Ruisseau de la Banvoie, auf einer Höhe zwischen 220 und 313 m über dem Meeresspiegel. Das Gemeindegebiet umfasst 3,66 km² und ist Teil des Regionalen Naturparks Lothringen.

## Geschichte
Die sehr alte Ortschaft gehörte früher zum Herzogtum Lothringen; im Jahr 965 bestätigte Kaiser Otto I. der Abtei Bouxières deren Besitztum in Sotsolingas. 966 schenkte ein Graf Sigerich dem Kloster Vergaville die Sanct-Dionysius-Kapelle in Villa Zutzelinga.
Das Gemeindewappen zeigt die früheren Abhängigkeiten: kirchlich die gebogenen Balken von Duß und weltlich der Globus der Herrschaft von Mörchingen.
Durch den Frankfurter Frieden vom 10. Mai 1871 kam die Region an Deutschland und das Dorf wurde dem Kreis Château-Salins im Bezirk Lothringen des Reichslandes Elsaß-Lothringen zugeordnet. Die Dorfbewohner betrieben Getreide-, Wein-, Obst-, Gemüse- und Hopfenanbau.
Nach dem Ersten Weltkrieg musste die Region aufgrund der Bestimmungen des Versailler Vertrags 1919 an Frankreich abgetreten werden. Im Zweiten Weltkrieg war die Region von der deutschen Wehrmacht besetzt und stand unter deutscher Verwaltung.

### Bevölkerungsentwicklung
| Jahr      | 1962 | 1968 | 1975 | 1982 | 1990 | 1999 | 2007 | 2019 |
| Einwohner | 28   | 25   | 29   | 34   | 34   | 29   | 18   | 19   |

## Belege
1. 1 2 3  Eugen H. Th. Huhn: Deutsch-Lothringen. Landes-, Volks- und Ortskunde, Stuttgart 1875, S. 486  (google.books.com).
2. ↑  Franz Xaver Kraus: Kunst und Alterthum in Elsass-Lothringen. Beschreibende Statistik. Band III: Kunst und Althertum in Lothringen, Friedrich Bull, Straßburg 1886,  S. 954 (books-google.com).
3. ↑  Wappenbeschreibung auf genealogie-lorraine.fr (französisch)